# Paragedraaide verkleinde romboëdrisch icosidodecaëder
Een paragedraaide verkleinde romboëdrisch icosidodecaëder is in de meetkunde het johnsonlichaam J77. Deze ruimtelijke figuur kan worden geconstrueerd door van een rombische icosidodecaëder een vijfhoekige koepel J5 weg te nemen en de koepel, die daar tegenover lag, 36° te draaien.
Er zijn nog twee johnsonlichamen die worden geconstrueerd door van een rombische icosidodecaëder een vijfhoekige koepel af te halen en daarna er van de koepels, die nog een deel van het lichaam, zijn te draaien:
- de metagedraaide verkleinde romboëdrisch icosidodecaëder J78, waarvan een koepel af wordt gehaald en een koepel wordt gedraaid, die daarnaast lag en
- de dubbelgedraaide verkleinde romboëdrisch icosidodecaëder J79, waarvan een koepel af wordt gehaald en twee koepels worden gedraaid, die daarnaast lagen.

- (en)  MathWorld. Paragyrate Diminished Rhombicosidodecahedron.